# النقيل (المخادر)

تعديل مصدري - تعديل

النقيل محلة تابعة لقرية المحرث، التابعة لعزلة السحول بمديرية المخادر إحدى مديريات محافظة إب في الجمهورية اليمنية، بلغ تعداد سكانها 243 حسب تعداد اليمن لعام 2004.